# Francka Seljak
Francka Seljak, kanadsko-slovenska kulturna delavka, * 9. marec 1930, Rovte nad Logatcem, Dravska banovina, Kraljevina Jugoslavija.

## Odlikovanja in nagrade
Leta 2000 je prejela častni znak svobode Republike Slovenije z naslednjo utemeljitvijo: »za delo v slovenskih društvih v Kanadi, za povezovanje z matično domovino in še posebej za ohranjanje slovenstva med rojaki v Kanadi«.